# Bundespatentgericht (Deutschland)

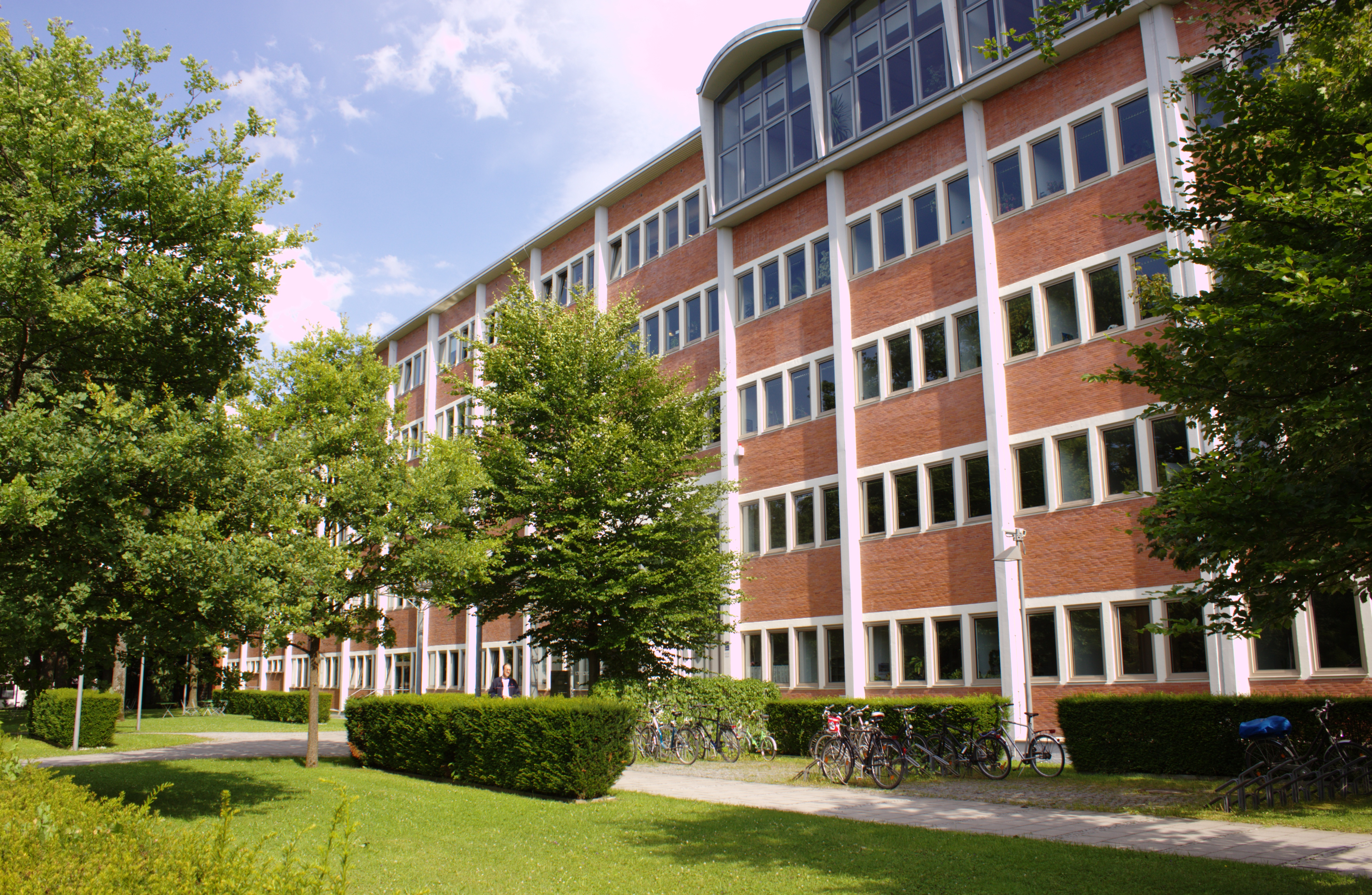
Dienstgebäude des Bundespatentgerichts

Das Bundespatentgericht (BPatG) ist das zweitgrößte deutsche Bundesgericht und hat seinen Sitz in München. Es wurde am 1. Juli 1961 gegründet. Aufgabe dieses Gerichts ist es, in bestimmten Rechtsstreitigkeiten über gewerbliche Schutzrechte (u. a. Patente und Marken) zu entscheiden.

## Geschichte
Seit der Errichtung des Deutschen Patentamts im Jahre 1877 wurden dessen Entscheidungen in einem Beschwerdeverfahren durch besondere Stellen des Patentamts selbst überprüft. Diese Aufgabenteilung wurde auch nach 1949 unter der Geltung des Grundgesetzes (GG) zunächst beibehalten. Dadurch entstand das Problem, dass Art. 19 Abs. 4 GG bei jeder Verletzung von Rechten durch die öffentliche Gewalt den Rechtsweg zu unabhängigen Gerichten eröffnet. Den Streit, ob die Beschwerdeausschüsse des Patentamts solche unabhängigen Gerichte waren, entschied das Bundesverwaltungsgericht 1959 dahin, dass alle Entscheidungen des Patentamts der Kontrolle der Verwaltungsgerichtsbarkeit unterliegen. Daraufhin wurde 1961 das Grundgesetz durch Einfügung von Art. 96 GG ergänzt, wonach der Bund für Angelegenheiten des gewerblichen Rechtsschutzes ein Bundesgericht errichten kann, und das Bundespatentgericht noch im selben Jahr unter Nutzung der jetzt im Grundgesetz geschaffenen Ermächtigung ins Leben gerufen.

## Gerichtsbarkeit
Das Bundespatentgericht gehört formell als einziges bundesrechtlich bestimmtes besonderes Gericht zur ordentlichen Gerichtsbarkeit, weil es gem. Art. 96 Abs. 3 GG im Rechtszug unter dem Bundesgerichtshof eingeordnet ist. Materiell nimmt das Bundespatentgericht verwaltungsgerichtliche Aufgaben der rechtlichen Kontrolle der Entscheidungen des Deutschen Patent- und Markenamts und des Bundessortenamts wahr. Darüber hinaus ist es zuständig für Nichtigkeitsklagen, mit denen Dritte die Gültigkeit eines nationalen Patentes oder eines europäischen Patents für den Bereich der Bundesrepublik Deutschland oder eines dazu erteilten ergänzenden Schutzzertifikats (für Arzneimittel und Pflanzenschutzmittel) angreifen. Ferner ist es für die (sehr selten vorkommende) Erteilung von Zwangslizenzen an diesen Patenten zuständig.
Für Rechtsstreitigkeiten, in denen die Verletzung eingetragener Schutzrechte geltend gemacht wird, ist nicht das Bundespatentgericht zuständig, sondern die ordentliche Gerichtsbarkeit der Länder, zumeist Spezialkammern bestimmter Landgerichte.

## Gerichtsorganisation/Spruchkörper

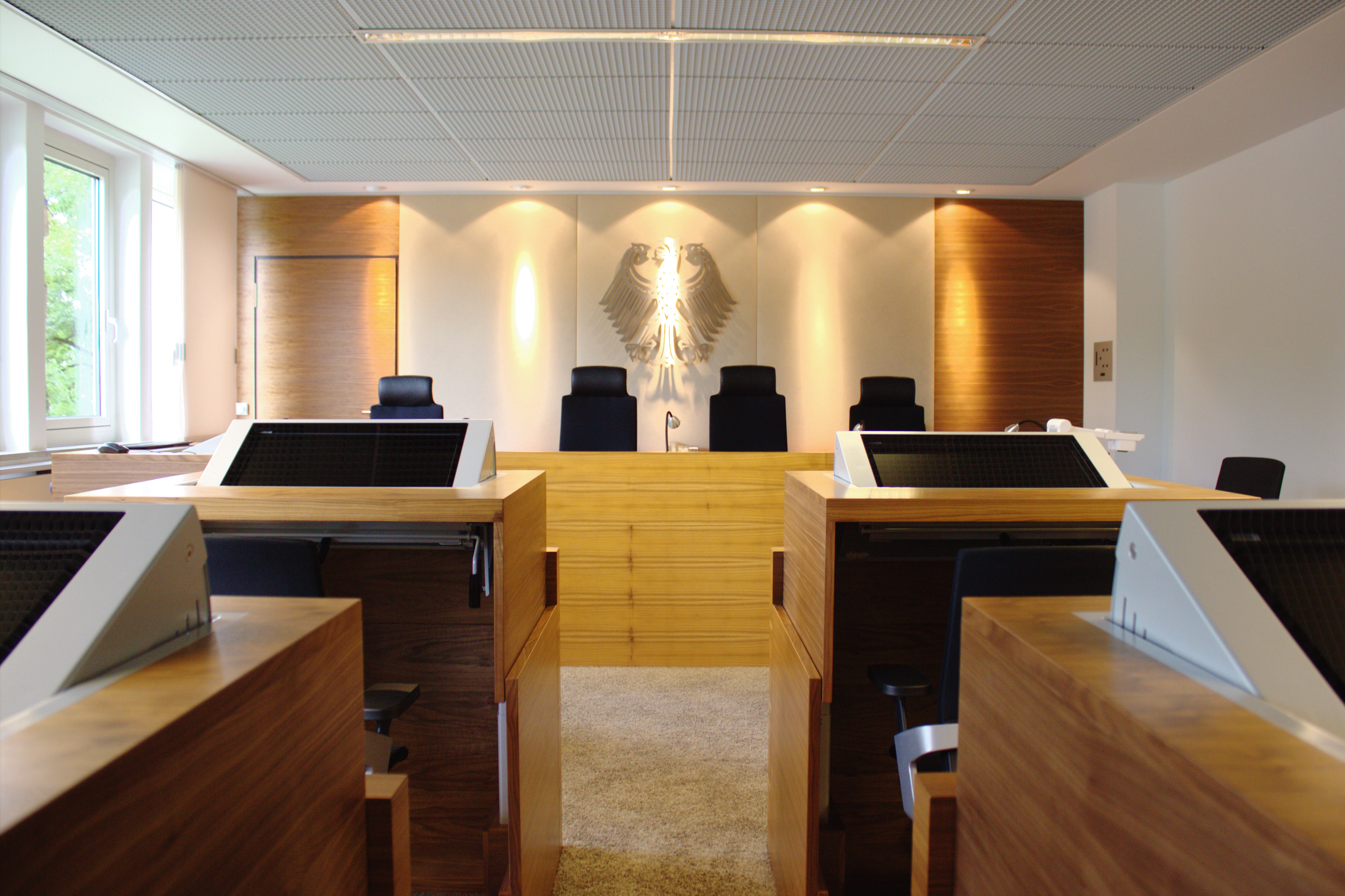
Sitzungssaal mit IT-Ausstattung

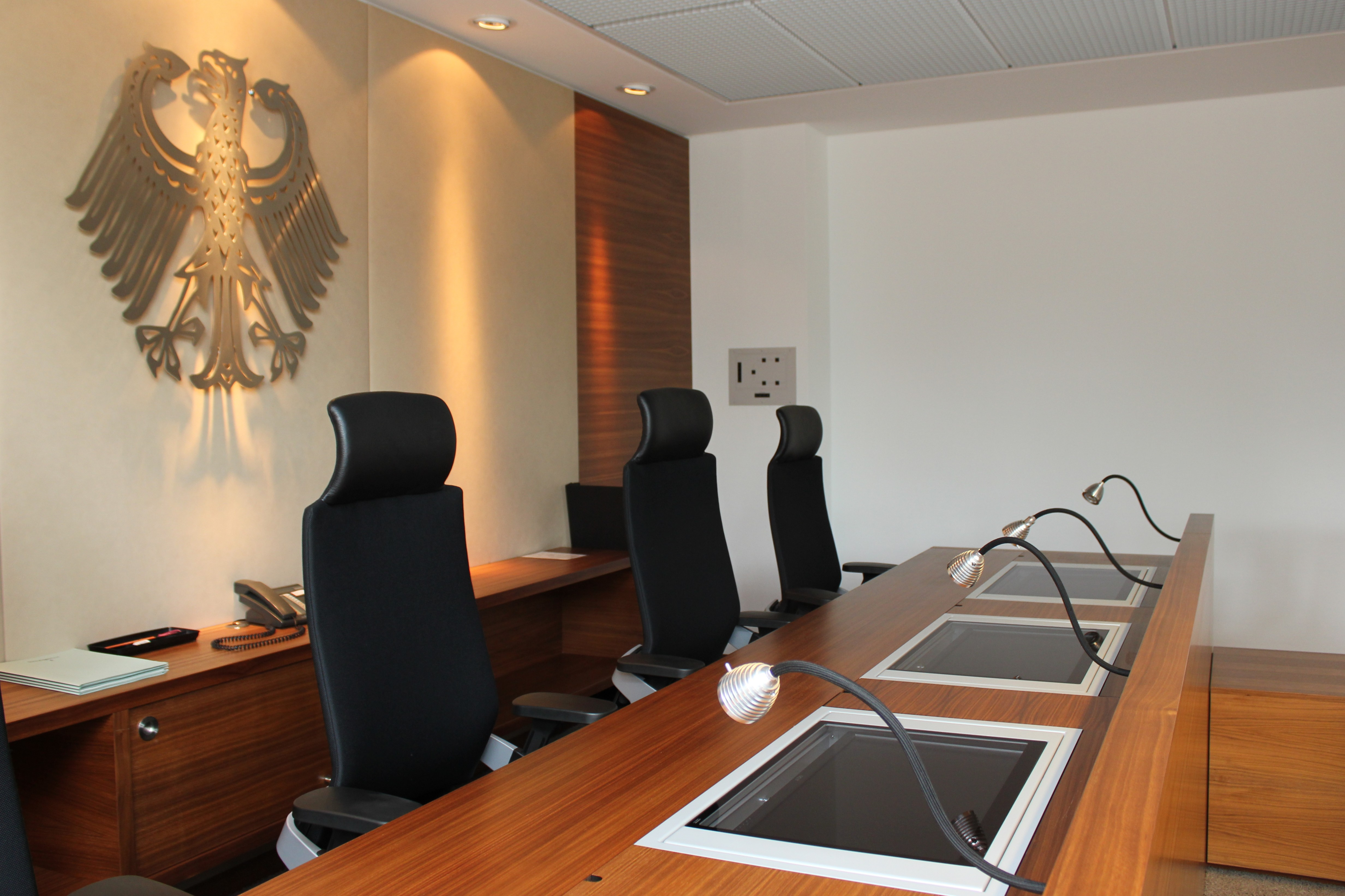
Richterbank im Sitzungssaal mit IT-Ausstattung

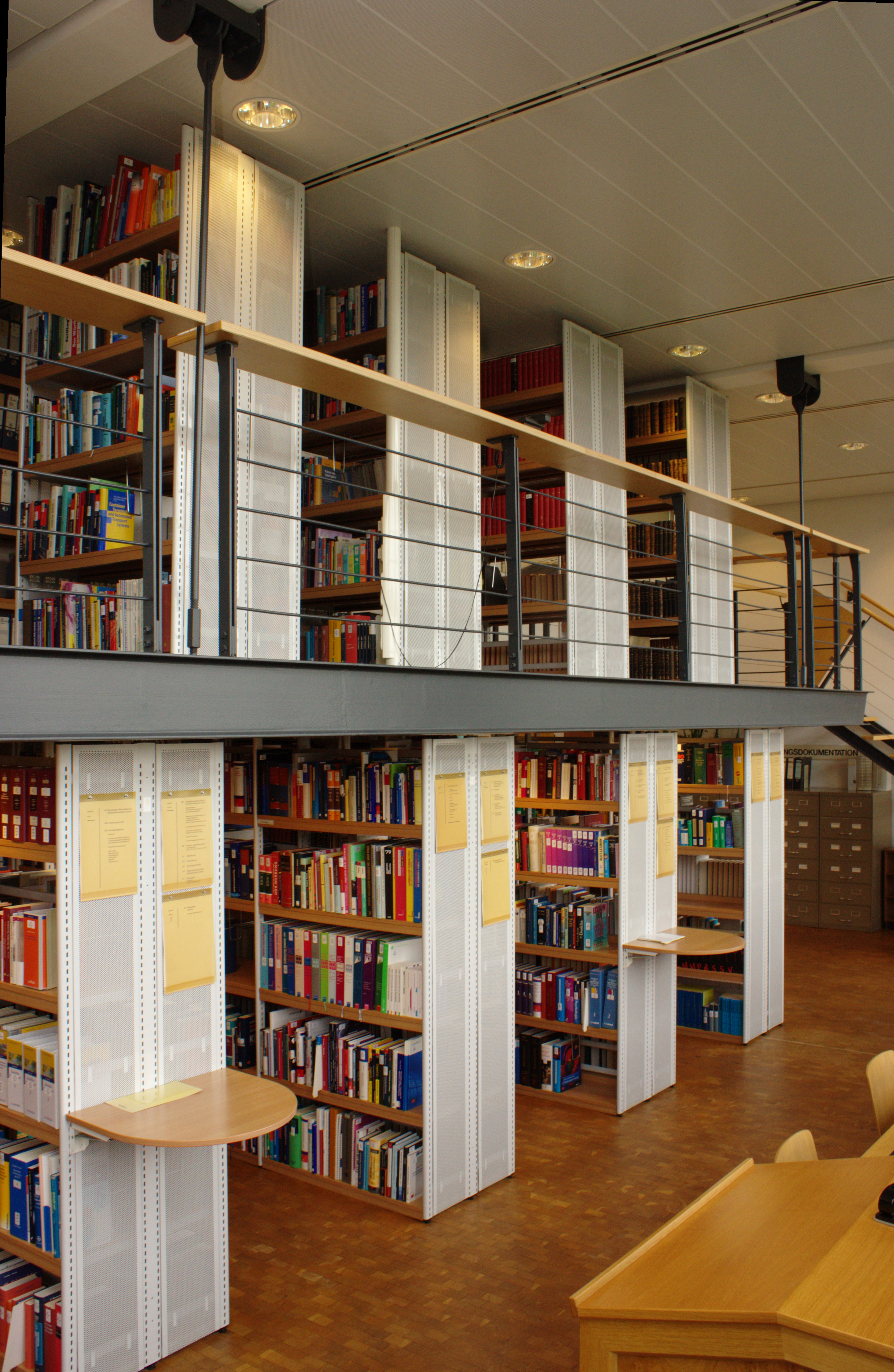
Bibliothek

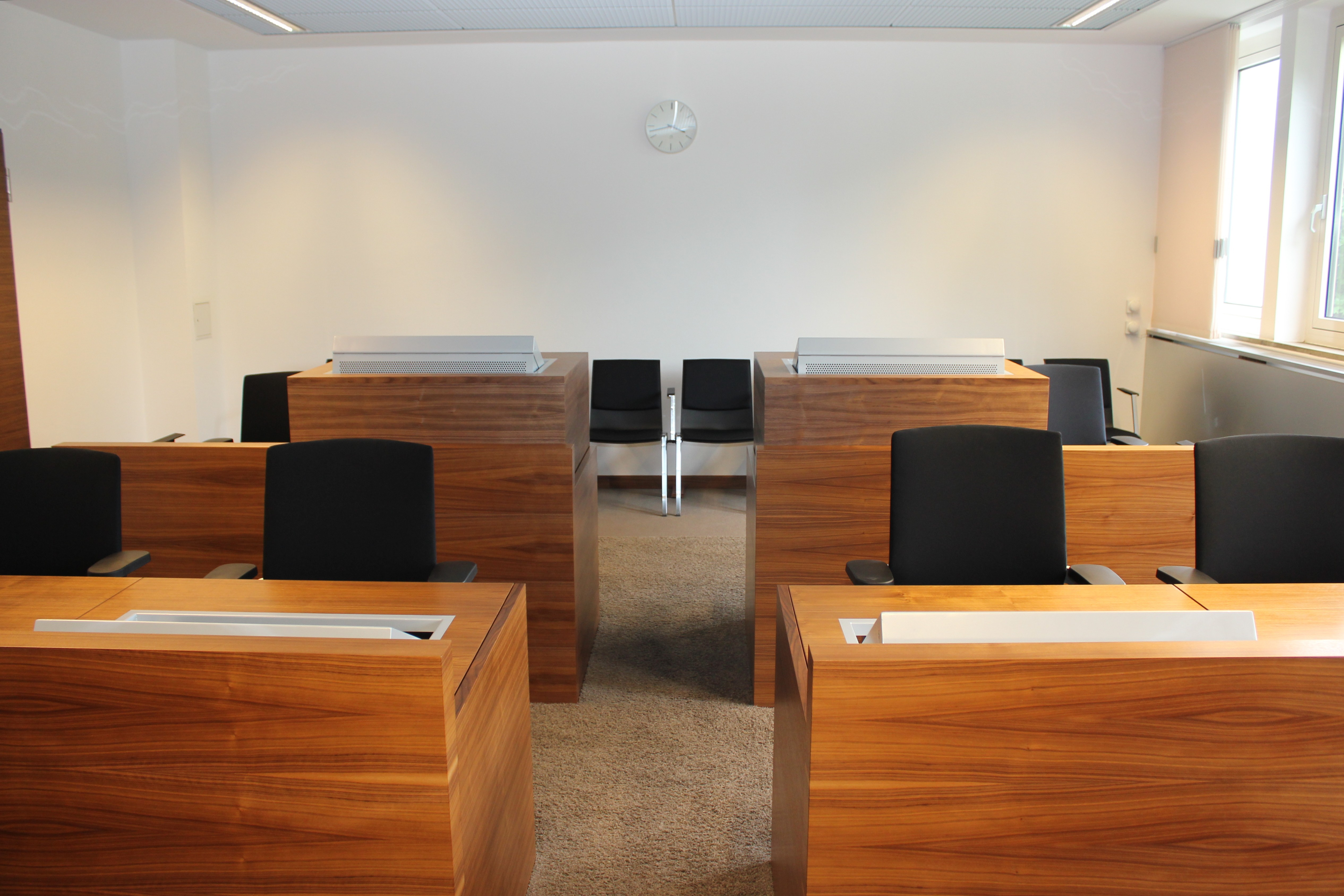
Sitzungssaal mit IT-Ausstattung

Das Bundespatentgericht entscheidet die einzelnen Streitigkeiten durch Senate, deren Besetzung von der Rechtsmaterie des einzelnen Falles abhängt (vgl. hierzu z. B. § 67 PatG und § 67 MarkenG).

### Richter
Beim Bundespatentgericht wirken als Richter sowohl rechtskundige Mitglieder, die die Befähigung zum Richteramt haben müssen, als auch technische Mitglieder, die in einem Zweig der Technik sachverständig sein müssen (zumeist ehemalige Prüfer des Deutschen Patent- und Markenamts). Die Besetzung der Senate ist in § 67 PatG, § 67 Abs. 1 MarkenG, § 18 Abs. 3 GebrMG und § 34 Abs. 5 SortSchG geregelt. Demnach sind die technischen Beschwerdesenate mit drei technischen Richtern und einem Juristen, die Nichtigkeitssenate mit drei technischen Richtern und zwei Juristen, die Markensenate und der juristische Beschwerdesenat nur mit drei Juristen besetzt. Der Gebrauchsmuster-Beschwerdesenat entscheidet über Beschwerden gegen die Zurückweisung der Anmeldung eines Gebrauchsmusters in der Besetzung mit zwei rechtskundigen Mitgliedern und einem technischen Mitglied, über Beschwerden gegen Beschlüsse der Gebrauchsmusterabteilungen über Löschungsanträge in der Besetzung mit einem rechtskundigen Mitglied und zwei technischen Mitgliedern. Zum 31. Dezember 2019 waren 97 Richter am BPatG beschäftigt, 28 Richterinnen und 69 Richter. Dabei waren die Senate mit 53 technischen Mitgliedern, d. h. solchen mit einer technisch-naturwissenschaftlichen Ausbildung, und 44 rechtskundigen Mitgliedern (Juristinnen und Juristen) besetzt.
Seit 1. Mai 2021 bekleidet Regina Hock das Amt der Präsidentin. Vizepräsident ist seit April 2025 Martin Musiol.

### Verfahren
Das Verfahren vor dem Bundespatentgericht ist durch die einzelnen Gesetze des gewerblichen Rechtsschutzes, insbesondere durch das Patentgesetz und das Markengesetz, sowie nachrangig durch die Zivilprozessordnung geregelt.
Das Gericht nimmt teil am elektronischen Rechtsverkehr, weshalb dort elektronische Dokumente eingereicht werden können. Seit September 2007 können beim Bundespatentgericht und beim Bundesgerichtshof elektronische Dokumente u. a. in Form des ISO-zertifizierten OpenDocument-Formats eingereicht werden.

### Geschäftsverteilung
Beim Bundespatentgericht bestehen (Stand 1. April 2025):
- 1 Beschwerdesenat für Sortenschutzsachen (36. Senat),
- 1 Gebrauchsmuster-Beschwerdesenat (35. Senat),
- 1 Juristischer Beschwerdesenat (1. Senat),
- 4 Marken-Beschwerdesenate (25., 26., 28. und 29. Senat),
- 1 Marken- und Design-Beschwerdesenat (30. Senat),
- 6 Nichtigkeitssenate (3.–8. Senat),
- 8 Technische Beschwerdesenate (9., 11., 12., 14. und 17. bis 20. Senat).

### Personal
Am Bundespatentgericht arbeiten 97 Richter und 97 sonstige Bedienstete – davon 28 Richterinnen und 69 weibliche Bedienstete – (Stand 31. Dezember 2019). Zum Stichtag 31. Dezember 2018 gab es drei Richter kraft Auftrags und keinen Richter auf Probe.

## Präsidenten und Vizepräsidenten
| Nr. | Name                   | Beginn der Amtszeit | Ende der Amtszeit |
| --- | ---------------------- | ------------------- | ----------------- |
| 1   | Ulrich Weiss           | 1. Juli 1961        | 30. Nov. 1966     |
| 2   | Werner Jungbluth       | 19. Juni 1967       | 31. Mai 1971      |
| 3   | Rudolf Neumar          | 18. Juli 1971       | 15. April 1972    |
| 4   | Ernst Karl Pakuscher   | 18. Okt. 1972       | August 1986       |
| 5   | Elisabeth Steup        | 1. Sept. 1986       | 31. Mai 1992      |
| 6   | Antje Sedemund-Treiber | 1. Juni 1992        | 31. März 2001     |
| 7   | Hans-Georg Landfermann | 1. Juli 2001        | 28. April 2006    |
| 8   | Raimund Lutz           | 2. Mai 2006         | 31. Dez. 2010     |
| 9   | Beate Schmidt          | 1. Mai 2011         | 30. April 2021    |
| 10  | Regina Hock            | 1. Mai 2021         |                   |

| Nr. | Name             | Beginn der Amtszeit | Ende der Amtszeit  |
| --- | ---------------- | ------------------- | ------------------ |
| 1   | Karl Kaiser      | 1. Juli 1961        | 30. Juni 1965      |
| 2   | Adolf Brösamle   | 29. Juli 1966       | 31. Juli 1969      |
| 3   | Hermann Köttgen  | August 1969         | 31. Dezember 1974  |
| 4   | Erich Gast       | Januar 1975         | 30. April 1978     |
| 5   | Karl-Heinz Leise | Mai 1978            | 31. Januar 1984    |
| 6   | Gerhard Bühler   | 1. Februar 1984     | 30. April 1987     |
| 7   | Hans Engelhardt  | Mai 1987            | 31. Mai 1991       |
| 8   | Norbert Haugg    | Juni 1991           | 31. Juli 1995      |
| 9   | Hansjörg Schnegg | 22. Dezember 1995   | 30. Januar 2004    |
| 10  | Bernd Tödte      | 5. Mai 2004         | 30. September 2009 |
| 11  | Klaus Strößner   | Juli 2010           | 31. August 2022    |
| 12  | Gerald Rothe     | 1. September 2022   | 31. März 2025      |
| 13  | Martin Musiol    | 1. April 2025       |                    |

## Amtstracht

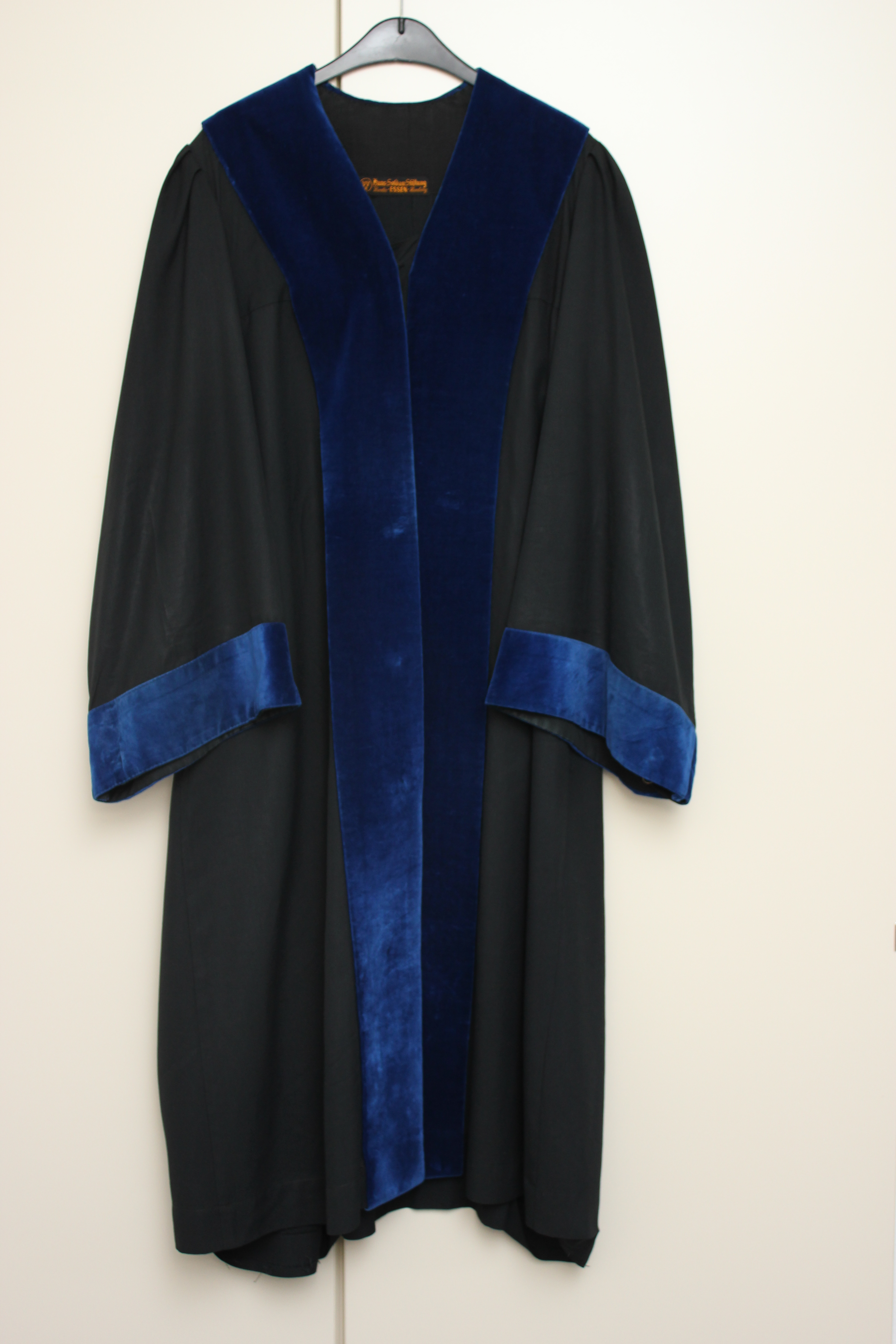
Robe am Bundespatentgericht

Die Amtstracht für die Richter und die Urkundsbeamten am Bundespatentgericht wurde mit der Anordnung des Bundespräsidenten über die Amtstracht bei dem Bundespatentgericht festgelegt.
Die Amtstracht besteht aus einer Amtsrobe und einem Barett. Zur schwarzen Amtsrobe wird eine breite weiße Halsbinde mit herabhängenden Enden getragen, ausgenommen Urkundsbeamte, welche eine einfache weiße Halsbinde tragen. Der Besatz an der Amtsrobe und am Barett ist abhängig von der Funktion. Für Richter ist der Besatz aus stahlblauem  Samt und für das Urkundspersonal ist der Besatz aus stahlblauem Wollstoff. Am Barett trägt der Präsident des Bundespatentgericht zwei Schnüre in Gold. Der Vizepräsident und die Senatspräsidenten tragen eine Schnur in Gold.
Abweichend von der Anordnung wird das Barett im Gerichtsalltag nicht verwendet. Zudem wird statt der weißen Halsbinde mit herabhängenden Enden häufig eine weiße Krawatte getragen.